# Titus Quinctius Flamininus
Titus Quinctius Flamininus, född ca 228, död 174 f.Kr, var en romersk fältherre och statsman.
Flamininus valdes år 198 f.Kr. som trettioåring till konsul, och han fick då ansvaret för romarnas krig mot Filip V av Makedonien. Han slöt förbund med achaierna, trängde fram till Thessalien, och segrade året efter i slaget vid Kynoskefalai. Filip tvingades därefter till en fred där han förlorade väldet över det egentliga Grekland, och Flamininus fick tillstånd av senaten att därefter ordna Greklands angelägenheter. Vid de isthmiska spelen på korinthiska näset lät han 196 förklara grekerna fria, vilket dock visade sig sakna praktisk betydelse. Året efter genomförde han en framgångsrik expedition mot kung Nabis av Sparta tillsammans med achaierna.  Han återvände till Rom 194 f.Kr. och firade en stor triumf. 189 f.Kr. utnämndes han till censor. Han var en vän av grekisk bildning och förespråkare av densamma i Rom, och under 190- 180-talen användes han som ambassadör till staterna i öster. Under en fredsmäkling mellan kung Prusias av Bithynien och kung Eumenes av Pergamon begick Hannibal under oklara omständigheter självmord, vilket skylldes på Flamininus.